# Equitazione ai Giochi della XXIX Olimpiade - Concorso completo a squadre

## Risultati

### Dressage
| Nazione       | Punteggio individuale | Punteggio individuale | Punteggio individuale | Penalità di squadra | Pos squadra |
| Nazione       | Atleta                | Cavallo               | Penalità              | Penalità di squadra | Pos squadra |
| ------------- | --------------------- | --------------------- | --------------------- | ------------------- | ----------- |
| Australia     | Clayton Fredericks    | Ben Along Time        | 37.00                 | 102.80              | 1           |
| Australia     | Lucinda Fredericks    | Headley Britannia     | 30.40                 | 102.80              | 1           |
| Australia     | Megan Jones           | Irish Jester          | 35.40                 | 102.80              | 1           |
| Australia     | Sonja Johnson         | Ringwould Jaguar      | 45.20 #               | 102.80              | 1           |
| Australia     | Shane Rose            | All Luck              | 53.30 #               | 102.80              | 1           |
| Germania      | Peter Thomsen         | The Ghost Of Hamish   | 53.30 #               | 110.50              | 2           |
| Germania      | Frank Ostholt         | Mr. Medicott          | 44.60 #               | 110.50              | 2           |
| Germania      | Hinrich Romeike       | Marius                | 37.40                 | 110.50              | 2           |
| Germania      | Ingrid Klimke         | Butts Abraxxas        | 33.50                 | 110.50              | 2           |
| Germania      | Andreas Dibowski      | Butts Leon            | 39.60                 | 110.50              | 2           |
| Stati Uniti   | Amy Tryon             | Poggio II             | 46.50 #               | 115.60              | 3           |
| Stati Uniti   | Gina Miles            | Mckinlaigh            | 39.30                 | 115.60              | 3           |
| Stati Uniti   | Rebecca Holder        | Courageous Comet      | 35.70                 | 115.60              | 3           |
| Stati Uniti   | Karen O'Connor        | Mandiba               | 41.90 #               | 115.60              | 3           |
| Stati Uniti   | Phillip Dutton        | Connaught             | 40.60                 | 115.60              | 3           |
| Regno Unito   | Daisy Dick            | Spring Along          | 51.70 #               | 121.80              | 4           |
| Regno Unito   | William Fox-Pitt      | Parkmore Ed           | 50.20 #               | 121.80              | 4           |
| Regno Unito   | Kristina Cook         | Miners Frolic         | 40.20                 | 121.80              | 4           |
| Regno Unito   | Sharon Hunt           | Tankers Town          | 43.50                 | 121.80              | 4           |
| Regno Unito   | Mary King             | Call Again Cavalier   | 38.10                 | 121.80              | 4           |
| Italia        | Vittoria Panizzon     | Rock Model            | 50.60 #               | 127.40              | 5           |
| Italia        | Stefano Brecciaroli   | Cappa Hill            | 50.00 #               | 127.40              | 5           |
| Italia        | Fabio Magni           | Southern King V       | 49.60                 | 127.40              | 5           |
| Italia        | Susanna Bordone       | Ava                   | 37.80                 | 127.40              | 5           |
| Italia        | Roberto Rotatori      | Irham De Viages       | 40.00                 | 127.40              | 5           |
| Nuova Zelanda | Mark Todd             | Gandalf               | 49.40 #               | 136.50              | 6           |
| Nuova Zelanda | Heelan Tompkins       | Sugoi                 | 55.60 #               | 136.50              | 6           |
| Nuova Zelanda | Andrew Nicholson      | Lord Killinghurst     | 44.60                 | 136.50              | 6           |
| Nuova Zelanda | Joe Meyer             | Snip                  | 43.90                 | 136.50              | 6           |
| Nuova Zelanda | Caroline Powell       | Lenamore              | 48.00                 | 136.50              | 6           |
| Svezia        | Katrin Norling        | Pandora               | 52.00                 | 140.00              | 7           |
| Svezia        | Linda Algotsson       | Stand By Me           | 41.50                 | 140.00              | 7           |
| Svezia        | Viktoria Carlerbäck   | Bally's Geronimo      | 46.50                 | 140.00              | 7           |
| Svezia        | Magnus Gällerdal      | Keymaster             | 54.60 #               | 140.00              | 7           |
| Svezia        | Dag Albert            | Tubber Rebel          | 65.60 #               | 140.00              | 7           |
| Francia       | Didier Dhennin        | Ismene Du Temple      | 42.80                 | 152.70              | 8           |
| Francia       | Nicolas Touzaint      | Galan De Sauvagere    | 1000.00 #             | 152.70              | 8           |
| Francia       | Eric Vigeanel         | Coronado Prior        | 53.00                 | 152.70              | 8           |
| Francia       | Jean Renaud Adde      | Haston D'Elpegere     | 56.90                 | 152.70              | 8           |
| Canada        | Kyle Carter           | Madison Park          | 63.50 #               | 153.20              | 9           |
| Canada        | Sandra Donnelly       | Buenos Aires          | 60.20                 | 153.20              | 9           |
| Canada        | Selena O'Hanlon       | Colombo               | 44.10                 | 153.20              | 9           |
| Canada        | Samantha Taylor       | Livewire              | 70.70 #               | 153.20              | 9           |
| Canada        | Mike Winter           | King Pin              | 48.90                 | 153.20              | 9           |
| Irlanda       | Austin O'Connor       | Hobby Du Mee          | 52.80                 | 160.80              | 10          |
| Irlanda       | Geoffrey Curran       | Kilkishen             | 61.70 #               | 160.80              | 10          |
| Irlanda       | Louise Lyons          | Watership Down        | 57.40                 | 160.80              | 10          |
| Irlanda       | Patricia Ryan         | Fernhill Clover Mist  | 78.70 #               | 160.80              | 10          |
| Irlanda       | Niall Griffin         | Lorgaine              | 50.60                 | 160.80              | 10          |
| Brasile       | Marcelo Tosi          | Super Rocky           | 64.80                 | 180.30              | 11          |
| Brasile       | Jeferson Moreira      | Escudiero             | 55.90                 | 180.30              | 11          |
| Brasile       | Saulo Tristao         | Totsie                | 79.60 #               | 180.30              | 11          |
| Brasile       | Andre Paro            | Land Heir             | 59.60                 | 180.30              | 11          |

# = Non contato nel punteggio della squadra

### Cross country
| Nazione       | Punteggio ind.      | Punteggio ind.       | Punteggio ind.         | Punteggio ind.  | Penalità Tot. squadra | Pos |
| Nazione       | Atleta              | Cavallo              | Penalità Cross Country | Totale Penalità | Penalità Tot. squadra | Pos |
| ------------- | ------------------- | -------------------- | ---------------------- | --------------- | --------------------- | --- |
| Germania      | Peter Thomsen       | The Ghost Of Hamish  | 25.60                  | 98.90 #         | 158.10                | 1   |
| Germania      | Frank Ostholt       | Mr. Medicott         | 13.20                  | 57.80 #         | 158.10                | 1   |
| Germania      | Hinrich Romeike     | Marius               | 12.80                  | 50.20           | 158.10                | 1   |
| Germania      | Ingrid Klimke       | Butts Abraxxas       | 17.20                  | 50.70           | 158.10                | 1   |
| Germania      | Andreas Dibowski    | Butts Leon           | 17.60                  | 57.20           | 158.10                | 1   |
| Australia     | Clayton Fredericks  | Ben Along Time       | 16.40                  | 53.40           | 162.00                | 2   |
| Australia     | Lucinda Fredericks  | Headley Britannia    | 27.20                  | 57.60           | 162.00                | 2   |
| Australia     | Megan Jones         | Irish Jester         | 15.60                  | 51.00           | 162.00                | 2   |
| Australia     | Sonja Johnson       | Ringwould Jaguar     | 13.60                  | 58.80 #         | 162.00                | 2   |
| Australia     | Shane Rose          | All Luck             | 9.20                   | 62.50 #         | 162.00                | 2   |
| Regno Unito   | Daisy Dick          | Spring Along         | 17.20                  | 68.90 #         | 173.70                | 3   |
| Regno Unito   | William Fox-Pitt    | Parkmore Ed          | 10.00                  | 60.20           | 173.70                | 3   |
| Regno Unito   | Kristina Cook       | Miners Frolic        | 17.20                  | 57.40           | 173.70                | 3   |
| Regno Unito   | Sharon Hunt         | Tankers Town         | 27.60                  | 91.10 #         | 173.70                | 3   |
| Regno Unito   | Mary King           | Call Again Cavalier  | 18.00                  | 56.10           | 173.70                | 3   |
| Italia        | Vittoria Panizzon   | Rock Model           | 18.40                  | 69.00           | 198.40                | 4   |
| Italia        | Stefano Brecciaroli | Cappa Hill           | 42.00                  | 112.00 #        | 198.40                | 4   |
| Italia        | Fabio Magni         | Southern King V      | 50.00                  | 119.60 #        | 198.40                | 4   |
| Italia        | Susanna Bordone     | Ava                  | 28.80                  | 66.60           | 198.40                | 4   |
| Italia        | Roberto Rotatori    | Irham De Viages      | 22.80                  | 62.80           | 198.40                | 4   |
| Svezia        | Katrin Norling      | Pandora              | 16.00                  | 68.00           | 200.50                | 5   |
| Svezia        | Linda Algotsson     | Stand By Me          | 22.80                  | 64.30           | 200.50                | 5   |
| Svezia        | Viktoria Carlerbäck | Bally's Geronimo     | 26.40                  | 72.90 #         | 200.50                | 5   |
| Svezia        | Magnus Gällerdal    | Keymaster            | 13.60                  | 68.20           | 200.50                | 5   |
| Svezia        | Dag Albert          | Tubber Rebel         | 27.60                  | 93.20 #         | 200.50                | 5   |
| Nuova Zelanda | Mark Todd           | Gandalf              | 27.20                  | 76.60           | 210.90                | 6   |
| Nuova Zelanda | Heelan Tompkins     | Sugoi                | 35.20                  | 130.80 #        | 210.90                | 6   |
| Nuova Zelanda | Andrew Nicholson    | Lord Killinghurst    | Eliminato              | 1000.00 #       | 210.90                | 6   |
| Nuova Zelanda | Joe Meyer           | Snip                 | 21.20                  | 65.10           | 210.90                | 6   |
| Nuova Zelanda | Caroline Powell     | Lenamore             | 21.20                  | 69.20           | 210.90                | 6   |
| Stati Uniti   | Amy Tryon           | Poggio II            | Eliminato              | 1000.00 #       | 234.00                | 7   |
| Stati Uniti   | Gina Miles          | Mckinlaigh           | 16.80                  | 56.10           | 234.00                | 7   |
| Stati Uniti   | Rebecca Holder      | Courageous Comet     | 22.00                  | 117.70          | 234.00                | 7   |
| Stati Uniti   | Karen O'Connor      | Mandiba              | 44.80                  | 126.70 #        | 234.00                | 7   |
| Stati Uniti   | Phillip Dutton      | Connaught            | 19.60                  | 60.20           | 234.00                | 7   |
| Irlanda       | Austin O'Connor     | Hobby Du Mee         | 34.40                  | 87.20           | 265.10                | 8   |
| Irlanda       | Geoffrey Curran     | Kilkishen            | 30.40                  | 87.20           | 265.10                | 8   |
| Irlanda       | Louise Lyons        | Watership Down       | 28.40                  | 85.80           | 265.10                | 8   |
| Irlanda       | Patricia Ryan       | Fernhill Clover Mist | 34.80                  | 113.50 #        | 265.10                | 8   |
| Irlanda       | Niall Griffin       | Lorgaine             | 26.40                  | 97.00 #         | 265.10                | 8   |
| Canada        | Kyle Carter         | Madison Park         | 18.40                  | 81.90           | 287.00                | 9   |
| Canada        | Sandra Donnelly     | Buenos Aries         | 24.00                  | 84.20           | 287.00                | 9   |
| Canada        | Selena O'Hanlon     | Colombo              | 36.80                  | 120.90          | 287.00                | 9   |
| Canada        | Samantha Taylor     | Livewire             | 69.60                  | 180.30 #        | 287.00                | 9   |
| Canada        | Mike Winter         | King Pin             | 56.80                  | 125.70 #        | 287.00                | 9   |
| Brasile       | Marcelo Tosi        | Super Rocky          | 24.80                  | 89.60           | 295.10                | 10  |
| Brasile       | Jeferson Moreira    | Escudiero            | 50.80                  | 106.70          | 295.10                | 10  |
| Brasile       | Saulo Tristao       | Totsie               | Eliminato              | 1000.00 #       | 295.10                | 10  |
| Brasile       | Andre Paro          | Land Heir            | 39.20                  | 98.80           | 295.10                | 10  |
| Francia       | Didier Dhennin      | Ismene Du Temple     | 14.00                  | 56.80           | 1135.80               | 11  |
| Francia       | Nicolas Touzaint    | Galan De Sauvagere   | Withdrew               | 1000.00 #       | 1135.80               | 11  |
| Francia       | Eric Vigeanel       | Coronado Prior       | 26.00                  | 79.00           | 1135.80               | 11  |
| Francia       | Jean Renaud Adde    | Haston D'Elpegere    | Eliminato              | 1000.000        | 1135.80               | 11  |

### Salto
| Nazione       | Punteggio ind       | Punteggio ind        | Punteggio ind  | Punteggio ind   | Penalità Tot squadra | Pos |
| Nazione       | Atleta              | Cavallo              | Penalità Salto | Penalità totali | Penalità Tot squadra | Pos |
| ------------- | ------------------- | -------------------- | -------------- | --------------- | -------------------- | --- |
| Germania      | Peter Thomsen       | The Ghost Of Hamish  | 4.00           | 102.90 #        | 166.10               |     |
| Germania      | Frank Ostholt       | Mr. Medicott         | 0.00           | 57.80 #         | 166.10               |     |
| Germania      | Hinrich Romeike     | Marius               | 4.00           | 54.20           | 166.10               |     |
| Germania      | Ingrid Klimke       | Abraxxas             | 4.00           | 54.70           | 166.10               |     |
| Germania      | Andreas Dibowski    | Butts Leon           | 0.00           | 57.20           | 166.10               |     |
| Australia     | Clayton Fredericks  | Ben Along Time       | 4.00           | 57.40           | 171.20               |     |
| Australia     | Lucinda Fredericks  | Headley Britannia    | 2.00           | 59.60 #         | 171.20               |     |
| Australia     | Megan Jones         | Irish Jester         | 4.00           | 55.00           | 171.20               |     |
| Australia     | Sonja Johnson       | Ringwould Jaguar     | 0.00           | 58.80           | 171.20               |     |
| Australia     | Shane Rose          | All Luck             | 8.00           | 70.50 #         | 171.20               |     |
| Regno Unito   | Daisy Dick          | Spring Along         | 11.00          | 79.90 #         | 185.70               |     |
| Regno Unito   | William Fox-Pitt    | Parkmore Ed          | 4.00           | 64.20           | 185.70               |     |
| Regno Unito   | Kristina Cook       | Miners Frolic        | 0.00           | 57.40           | 185.70               |     |
| Regno Unito   | Sharon Hunt         | Tankers Town         | 4.00           | 95.10 #         | 185.70               |     |
| Regno Unito   | Mary King           | Call Again Cavalier  | 8.00           | 64.10           | 185.70               |     |
| Svezia        | Katrin Norling      | Pandora              | 5.00           | 73.00           | 230.50               | 4   |
| Svezia        | Linda Algotsson     | Stand By Me          | 0.00           | 64.30           | 230.50               | 4   |
| Svezia        | Viktoria Carlerbäck | Bally's Geronimo     | Withdrew       | 1000.00 #       | 230.50               | 4   |
| Svezia        | Magnus Gällerdal    | Keymaster            | Withdrew       | 1000.00 #       | 230.50               | 4   |
| Svezia        | Dag Albert          | Tubber Rebel         | 27.60          | 93.20           | 230.50               | 4   |
| Nuova Zelanda | Mark Todd           | Gandalf              | 1.00           | 77.60           | 240.90               | 5   |
| Nuova Zelanda | Heelan Tompkins     | Sugoi                | 8.00           | 138.80 #        | 240.90               | 5   |
| Nuova Zelanda | Andrew Nicholson    | Lord Killinghurst    | Eliminato      | 1000.00 #       | 240.90               | 5   |
| Nuova Zelanda | Joe Meyer           | Snip                 | 25.00          | 90.10           | 240.90               | 5   |
| Nuova Zelanda | Caroline Powell     | Lenamore             | 4.00           | 73.20           | 240.90               | 5   |
| Italia        | Vittoria Panizzon   | Rock Model           | 0.00           | 69.00           | 246.40               | 6   |
| Italia        | Stefano Brecciaroli | Cappa Hill           | 4.00           | 116.00 #        | 246.40               | 6   |
| Italia        | Fabio Magni         | Southern King V      | 0.00           | 119.60 #        | 246.40               | 6   |
| Italia        | Susanna Bordone     | Ava                  | 20.00          | 86.60           | 246.40               | 6   |
| Italia        | Roberto Rotatori    | Irham De Viages      | 28.00          | 90.80           | 246.40               | 6   |
| Stati Uniti   | Amy Tryon           | Poggio II            | Eliminato      | 1000.00 #       | 250.00               | 7   |
| Stati Uniti   | Gina Miles          | Mckinlaigh           | 0.00           | 56.10           | 250.00               | 7   |
| Stati Uniti   | Rebecca Holder      | Courageous Comet     | 8.00           | 125.70          | 250.00               | 7   |
| Stati Uniti   | Karen O'Connor      | Mandiba              | 5.00           | 131.70 #        | 250.00               | 7   |
| Stati Uniti   | Phillip Dutton      | Connaught            | 8.00           | 68.20           | 250.00               | 7   |
| Irlanda       | Austin O'Connor     | Hobby Du Mee         | 0.00           | 87.20           | 276.10               | 8   |
| Irlanda       | Geoffrey Curran     | Kilkishen            | 2.00           | 89.20           | 276.10               | 8   |
| Irlanda       | Louise Lyons        | Watership Down       | 9.00           | 94.80           | 276.10               | 8   |
| Irlanda       | Patricia Ryan       | Fernhill Clover Mist | 13.00          | 126.50 #        | 276.10               | 8   |
| Irlanda       | Niall Griffin       | Lorgaine             | 12.00          | 109.00 #        | 276.10               | 8   |
| Canada        | Kyle Carter         | Madison Park         | 14.00          | 95.90           | 321.00               | 9   |
| Canada        | Sandra Donnelly     | Buenos Aries         | 8.00           | 92.20           | 321.00               | 9   |
| Canada        | Selena O'Hanlon     | Colombo              | 12.00          | 132.90          | 321.00               | 9   |
| Canada        | Samantha Taylor     | Livewire             | 8.00           | 188.30 #        | 321.00               | 9   |
| Canada        | Mike Winter         | King Pin             | 20.00          | 145.70 #        | 321.00               | 9   |
| Brasile       | Marcelo Tosi        | Super Rocky          | 0.00           | 89.60           | 334.10               | 10  |
| Brasile       | Jeferson Moreira    | Escudiero            | 4.00           | 110.70          | 334.10               | 10  |
| Brasile       | Saulo Tristao       | Totsie               | Eliminato      | 1000.00 #       | 334.10               | 10  |
| Brasile       | Andre Paro          | Land Heir            | 35.00          | 133.80          | 334.10               | 10  |
| Francia       | Didier Dhennin      | Ismene Du Temple     | 3.00           | 59.80           | 1138.80              | 11  |
| Francia       | Nicolas Touzaint    | Galan De Sauvagere   | Withdrew       | 1000.00 #       | 1138.80              | 11  |
| Francia       | Eric Vigeanel       | Coronado Prior       | 0.00           | 79.00           | 1138.80              | 11  |
| Francia       | Jean Renaud Adde    | Haston D'Elpegere    | Eliminato      | 1000.000        | 1138.80              | 11  |